# Julio Muñoz Ramonet
Julio Muñoz Ramonet (Barcelona, España, 18 de febrero de 1916 - Coira, Suiza, 9 de mayo de 1991) fue un empresario español, uno de los principales magnates del país durante la Dictadura franquista.

## Biografía
De familia humilde, durante la posguerra española acumuló una importante fortuna con el estraperlo del algodón. Gracias a ello, él y su hermano Álvaro adquirieron una decena de industrias algodoneras, entre ellas la Unión Industrial Algodonera (en 1942) y Can Batlló (1943), formando un conglomerado textil con 45 000 empleados. En los años 1950 diversificó sus negocios, con la adquisición de grandes almacenes en Barcelona, como El Siglo y El Águila. Compró también otras fincas nobles en la ciudad condal, como el Palacio Robert, el Hotel Ritz y el palacete del Marqués de Alella, ubicado en la calle Muntaner, donde fijó su residencia. En esta finca acumuló una importante colección de arte, con notables piezas de Goya, El Greco, Ribera, Velázquez y Grünewald.
Extendió sus negocios al sector inmobiliario, financiero y de los seguros, con la Compañía Internacional de Seguros (CIS) y con la fundación de dos bancos, con sede en Suiza: el Spar- und Kreditbank y la Banque Genevoise de Commerce et de Crédit. A partir de los años 1960 los negocios de Muñoz Ramonet entraron en declive. En 1964 Can Batlló cesó su actividad, a causa de la crisis del sector textil, y en 1969 sus dos bancos suizos fueron intervenidos por las autoridades del país tras descubrirse varias irregularidades financieras. El magnate, además, mantuvo varios contenciosos judiciales con el Banco Central y la familia de su antiguo socio, el dictador dominicano Rafael Leónidas Trujillo.
En 1976 quebraron los almacenes El Águila y en 1986 se hundió la Compañía Internacional de Seguros, dejando una deuda de más de 4000 millones de pesetas. Acusado por la Audiencia Nacional de estafa y falsedad documental, huyó de la justicia española, estableciendo su residencia en el hotel de lujo Quellenhof, en Bad Ragaz, Suiza, donde pasó los últimos años de su vida.

### Vida familiar
Julio Muñoz Ramonet se casó en 1946 con Carmen Vilallonga, hija del banquero Ignacio Villalonga. El matrimonio tuvo cuatro hijas, Carmen, Alexandra, Helena y la fotógrafa Isabel Muñoz. Antes de divorciarse, en 1973, Muñoz Ramonet mantuvo varias relaciones adúlteras, siendo especialmente notable su romance con Carmen Broto.

## Colección Muñoz Ramonet
Julio Muñoz Ramonet legó el palacete de la calle Muntaner de Barcelona y todo su contenido a una fundación que llevase su nombre, la Fundación Julio Muñoz Ramonet, cuya gestión dejó en manos del Ayuntamiento de Barcelona. Este testamento provocó un litigio judicial entre el consistorio y las hijas de Muñoz Ramonet.
En octubre de 2020, tras 29 años perdidos, aparecieron 583 cuadros y piezas de arte desaparecidos, la parte más importante de la colección de Julio Muñoz Ramonet. En efecto, la Guardia Civil localizó la colección perdida en naves, locales y viviendas de tres localidades diferentes, Barcelona, Madrid y Alicante. En algún caso, parece que con la connivencia de uno de los nietos del titular de la fundación. La policía sigue buscando el rastro de trece de las obras de más valor.

## Distinciones honoríficas
- Cruz de la Orden del Mérito Militar, con distintivo rojo
- Medalla de la Campaña